# Comuna Kumla
Kumla (Kumla kommun) este o comună din comitatul Örebro län, Suedia, cu o populație de 20.904 locuitori (2013).

## Geografie

### Zone urbane
Lista celor mai mari zone urbane din comună (anul 2015) conform Biroului Central de Statistică al Suediei:
| Nr | Zona urbană | Pop.   |
| -- | ----------- | ------ |
| 1  | Kumla       | 16.663 |
| 2  | Åbytorp     | 811    |
| 3  | Ekeby       | 461    |

## Demografie
| \| Evoluția demografică în comuna Kumla, 1970–2015 \| Evoluția demografică în comuna Kumla, 1970–2015 \| Evoluția demografică în comuna Kumla, 1970–2015 \| Evoluția demografică în comuna Kumla, 1970–2015 \| Evoluția demografică în comuna Kumla, 1970–2015 \| \| ----------------------------------------------------------------------------------------------------- \| ----------------------------------------------- \| ----------------------------------------------- \| ----------------------------------------------- \| ----------------------------------------------- \| \| An \| \| \| Locuitori \| \| \| 1970 \| 1970 \| \| 16241 \| 16241 \| \| 1975 \| 1975 \| \| 16939 \| 16939 \| \| 1980 \| 1980 \| \| 17760 \| 17760 \| \| 1985 \| 1985 \| \| 17786 \| 17786 \| \| 1990 \| 1990 \| \| 18621 \| 18621 \| \| 1995 \| 1995 \| \| 19086 \| 19086 \| \| 2000 \| 2000 \| \| 18983 \| 18983 \| \| 2005 \| 2005 \| \| 19473 \| 19473 \| \| 2010 \| 2010 \| \| 20456 \| 20456 \| \| 2015 \| 2015 \| \| 21154 \| 21154 \| \| Sursa: SCB - Statistika Centralbyrån, Folkmängd efter region, civilstånd, ålder och kön. År 1968–2016 \| \| \| \| \| |      |  |           |       |
| Evoluția demografică în comuna Kumla, 1970–2015 |      |  |           |       |
| An |      |  | Locuitori |       |
| 1970 | 1970 |  | 16241     | 16241 |
| 1975 | 1975 |  | 16939     | 16939 |
| 1980 | 1980 |  | 17760     | 17760 |
| 1985 | 1985 |  | 17786     | 17786 |
| 1990 | 1990 |  | 18621     | 18621 |
| 1995 | 1995 |  | 19086     | 19086 |
| 2000 | 2000 |  | 18983     | 18983 |
| 2005 | 2005 |  | 19473     | 19473 |
| 2010 | 2010 |  | 20456     | 20456 |
| 2015 | 2015 |  | 21154     | 21154 |
| Sursa: SCB - Statistika Centralbyrån, Folkmängd efter region, civilstånd, ålder och kön. År 1968–2016 |      |  |           |       |